# George Beverly Shea
George Beverly Shea (Winchester, Ontario, 1 februari 1909 – Asheville, North Carolina, 16 april 2013) was een Amerikaans gospelzanger en bariton.  
Shea werd geboren in Canada in een uit acht kinderen bestaand gezin (hij was nummer vier). Zijn muzikale achtergrond kende zijn oorsprong in zijn diepgelovige familie, die tot een methodistische Kerk behoorde. In 1941 werd hij Amerikaans staatsburger. Hij wordt beschouwd als de eerste ster van de gospelmuziek, dankzij zijn vocale bijdragen aan de evangelisatiecampagnes van de Amerikaanse evangelist Billy Graham. 
De gospelzanger werd tien keer genonimeerd voor een Grammy Award. Hij won de prijs daadwerkelijk in 1965 in de categorie beste gospelalbum voor zijn plaat Southland Favorites. In 1978 werd hij opgenomen in de Gospel Music Hall of Fame.
Toen hij  88 jaar oud was nam hij een country-album op. Shea overleed uiteindelijk op 104-jarige leeftijd.
- Gemeinsame Normdatei: 12983789X
- International Standard Name Identifier: 0000 0000 7372 2136
- Library of Congress Control Number: n85185730
- MusicBrainz: 5d21397f-44df-463b-a90a-3d5031aadf09
- SNAC: w6qz338z
- Virtual International Authority File: 1449808
- WorldCat: E39PBJkp4yYH4b99k7JC7Ct9Xd